# Cambridge Butterfly Conservatory
Koordinaten: 43° 27′ 0″ N, 80° 22′ 0″ W
Das Cambridge Butterfly Conservatory ist ein Schmetterlingszoo in Cambridge in der kanadischen Provinz Ontario.

## Geschichte
Auf einem im Privatbesitz befindlichen 43 Hektar großen Gelände, welches auch einen Teil eines Moores (Kossuth Bog) enthält, wurde eine naturwissenschaftliche Einrichtung erstellt. Es handelt sich dabei um eine 2300 m² große Anlage, die auch eine 1000 m² große, mit tropischen Pflanzen und Wasserfällen ausgestattete Freiflughalle für Schmetterlinge enthält. Die Institution wurde am 26. Januar 2001 unter dem Namen Wings of Paradise Butterfly Conservatory eröffnet. Um auf die örtliche  Lage besser hinweisen zu können, wurde der Name 2010 in Cambridge Butterfly Conservatory geändert.
Da das Cambridge Butterfly Conservatory ein privat geführtes Unternehmen ist, werden die  Einnahmen ausschließlich aus Eintrittsgeldern, Restaurationsbetrieben, dem Geschenkartikelverkauf sowie durch die Vermietung von Räumlichkeiten für private Veranstaltungen erlangt. Um den Tourismus in der Region zu fördern, zählt das Cambridge Butterfly Conservatory zu den Gründungsmitgliedern der Waterloo Regional Tourism Marketing Corporation.

## Artenbestand
Die Anlage ist in der Regel mit mehr als 2000 frei fliegenden Schmetterlingen in rund 40 Arten besetzt. Diese stammen überwiegend aus Costa Rica sowie von den Philippinen und werden meist wöchentlich als Puppen von dortigen lokalen Schmetterlingsfarmen nach Kanada geschickt. Einige Schmetterlingsarten werden auch vor Ort aufgezogen. Dadurch können Besucher alle vier Entwicklungsstadien der Metamorphose beobachten.

## Arterhaltungsprogramme und Umweltstudien
In Zusammenarbeit mit der nahe gelegenen University of Guelph werden verschiedene Studien und Arterhaltungsprogramme durchgeführt, dazu zählen die folgenden:
- Der zu den Dickkopffaltern (Hesperiidae) zählende Erynnis martialis (englisch: Mottled Duskywing Butterfly) kommt nur in wenigen isolierten Gebieten im Süden Ontarios vor. Mittels einer Studie sollen das artspezifische Verhalten sowie die Habitatserfordernisse analysiert werden.
- Die Unterart eines Bläulings (Lycaenidae), namentlich Plebejus melissa samuelis (englisch: Karner Blue Butterfly) ist seit den 1990er Jahren in Ontario aufgrund von umfangreichen Lebensraumverlusten ausgestorben. Es wird untersucht, ob eine Wiederansiedlung möglich ist.
- Die Unterart eines Gletscherfalters, namentlich Oeneis melissa semidea (englisch: White Mountain Arctic Butterfly) kommt nur in einem eng begrenzten Gebiet in den Bergen New Hampshires vor.[2] Es werden Untersuchungen angestellt, wie die kürzlich als gefährdet eingestufte Unterart erhalten werden kann.
- Das Cambridge Butterfly Conservatory befindet sich auf einem Teil des für die Umwelt wichtigen Kossuth-Moors, das auch einen wesentlichen Anteil an der Wasserversorgung darstellt und das eines der letzten verbliebenen Fichtenmoore in der Region ist. In einer Studie werden die Möglichkeiten des Erhalts von Lebensräumen der dort vorkommenden Singvögel, Amphibien, Reptilien und Insekten untersucht.

## Sonderveranstaltungen
An bestimmten Wochenenden im Jahr werden schmetterlingsbezogene Sonderveranstaltungen durchgeführt:
- Am Wooly Bear Weekend wird die Behaarung der Raupen des zu den Bärenspinnern zählenden Pyrrharctia isabella auf ihre Farbe hin begutachtet, da einer Legende zufolge die Ausdehnung der rotbraunen und schwarzen Haare der Raupe die Intensität des kommenden Winters voraussagt.
- Am Monarch Tagging Weekend werden Imagines des Monarchfalter (Danaus plexippus) markiert und in die Freiheit entlassen, um Erkenntnisse über das Wanderverhalten der Falter zu gewinnen.
- Am Outdoor Butterfly & Bug Hunt Weekend werden Schmetterlinge und andere Insekten auf einer nahe gelegenen Wiese gefangen, bestimmt und katalogisiert, um eventuelle Veränderungen der Populationen zu ermitteln.